# BMW 1-serie
BMW 1-serien er en lille mellemklassebil fra BMW, introduceret første gang i 2004.
1-serien afløste Compact, som mellem foråret 1994 og efteråret 2004 var en del af 3-serien.

## Overblik over de enkelte byggeserier
- E87 (2004–2011)
- F20 (2011−2019)
- F40 (2019−2024)
- F70 (2024−)